# Priastichus tasmanicus
Priastichus tasmanicus – gatunek chrząszcza z nadrodziny zgniotków i rodziny Priasilphidae. Zamieszkuje Tasmanię.

## Taksonomia
Gatunek ten opisany został po raz pierwszy w 1973 roku przez Roya A. Crowsona na łamach „The Coleopterists Bulletin”. Jako miejsce typowe wskazano Highland of Burnie na Tasmanii. Crowson umieścił ów gatunek w nowym rodzaju Priastichus, który pozostwał monotypowym aż do 2005 roku.

## Morfologia
Chrząszcz o ciele około dwukrotnie dłuższym niż szerokim, długości od 4,1 do 4,9 mm, porośniętym tęgimi, żółtawymi szczecinkami, na spodzie znacznie krótszymi niż na wierzchu. Wierzch ciała ma ubarwienie ciemnorudobrązowe do czarnego, natomiast spód, czułki, głaszczki i odnóża są żółtawobrązowe do rudobrązowych.
Mniej więcej tak długa jak szeroka głowa ma małe, wyłupiaste, zbudowane z około dziesięciu fasetek oczy i sięgające poza nie rowki podczułkowe. Stosunkowo smukłe czułki mają człon trzeci znacznie dłuższy niż czwarty, a pierwszy człon buławki o długości wynoszącej 0,8 jego szerokości. Punkty na ciemieniu są gęsto i bezładnie rozmieszczone, nerkowate, na potylicy zaś znacznie drobniejsze.
Przedplecze ma wystające, zaostrzone i proste kąty przednie, szeroko zaokrąglone, bardzo słabo i nierównomiernie pofalowane, szeroko rozpłaszczone i lekko wyniesione brzegi boczne z płytkimi wykrojeniami pośrodku i przed tylnymi kątami oraz lekko rozwarte kąty tylne. Jego długość wynosi od 0,6 do 0,7 jego szerokości. Równomiernie sklepiony dysk przedplecza umiarkowanie gęsto pokrywają niewielkie, nerkowate, wzdłużnie i ukośnie zorientowane punkty. Mocno poprzeczna tarczka ma szeroko-kanciasty szczyt. Pokrywy są około 2,2 razy dłuższe od przedplecza i około 1,4 raza dłuższe niż szerokie, o lekko wyokrąglonych bokach i silnie rozwiniętych barkach. Na każdej pokrywie znajdują się cztery lekko wyniesione żeberka podłużne, z których pierwsze i ostatnie łączą się u szczytu, drugie kończy się tuż przed tym połączeniem, a trzecie kończy się wcześniej niż drugie. Skrzydeł tylnej pary brak zupełnie. Odnóża są stosunkowo smukłe.
Spośród sternitów widocznych na spodzie odwłoka te od pierwszego do czwartego są coraz krótsze, a pierwszy wypuszcza między biodra szeroko ścięty wyrostek. Genitalia samca odznaczają się wąsko zaokrągloną podstawą tegmenu oraz dłuższą i wydatniejszą listewką prącia niż u innych przedstawicieli rodzaju. 

## Ekologia i występowanie
Owad endemiczny dla Tasmanii, ograniczony do północnej części wyspy. Bytuje pod korą.